# Mletačko-osmanski ratovi
Mletačko-osmanski ratovi ili osmansko-mletački ratovi je naziv za niz 
vojnih sukoba u istočnom Sredozemlju između Mletačke Republike i Osmanskog Carstva:
- Prvi mletačko-osmanski rat (1423. – 1430.), rezultat tog rata bio je pad Soluna pod Osmansko Carstvo.
- Drugi mletačko-osmanski rat (1463. – 1479.), rezultat tog rata bio je mletački gubitak Negroponta, otočja Cikladi, otoka Limnosa i mletačkih albanskih posjeda u korist Osmanskog Carstva.
- Treći mletačko-osmanski rat (1499. – 1503.), rezultat tog rata bio je gubitak daljnih mletačkih posjeda u Egeju, i uporišta u Moreji (Peloponezu).
- Četvrti mletačko-osmanski rat (1537. – 1540.), rezultat tog rata bio je daljnji gubitak mletačkih egejskih otoka, i posljednjih uporišta u Moreji, te njihov pad u osmanske ruke.
- Peti mletačko-osmanski rat (Ciparski rat) (1570. – 1573.), rezultat tog rata bio je osmansko zauzimanje Cipra, nakon poraza njihove flote u Bitci kod Lepanta 1571.
- Šesti mletačko-osmanski rat (Kandijski rat) (1645. – 1669.), rezultat tog rata bio je osmansko zauzimanje Krete.
- Sedmi mletačko-osmanski rat (Morejski rat) (1684. – 1699.), rezultat tog rata bio mletačko zauzimanje Moreje (Peloponeza).
- Osmi mletačko-osmanski rat (Sinjski rat, Mali rat, Drugi morejski rat) (1714. – 1718.), rezultat tog rata bio je ponovno osmansko zauzeće Moreje i posljednjih mletačkih posjeda u Egeju.